# George Wada
George Wada (和田 丈嗣, Wada Jōji, nacido en 1978) es un productor de anime japonés en Production I.G y presidente de la filial de IG Port Wit Studio. Es conocido por su trabajo en la serie Guilty Crown, Attack on Titan y Psycho-Pass. En 2020, Wada fue nombrado Vicepresidente Ejecutivo de Producción I.G.